# Hans Larsson Rizanesander
Hans Larsson Rizanesander var en svensk matematiker och läroboksförfattare.
Rizanesander var underlagman i Gästrikland 1622 och synes ha innehaft befattning som domare 1605–1650. Han är känd som författare till den äldsta svenska läroboken i matematik. Den blev dock aldrig tryckt, och handskrifter förvaras nu i Uppsala universitetsbibliotek. Den fullbordades 1601 och inleddes med en tillägnan till hertig Johan av Östergötland. Boken är indelad i tjugo kapitel. De två första utgör en inledning, sedan följer i kapitlen 3–6 behandlingen av de fyra räknesätten. I de följande kapitlen redogörs för läran om "then störste gemene delaren" och den minsta gemensamma dividenden, vidare läran om bråk, aritmetiska och geometriska serier, regula de tri och "regula societatis" samt läran om rotutdragning med mera. Boken avslutas med åtta regler för reduktion av bråk. Rizanesanders arbete kan, trots vissa brister i fråga om lättfattlighet, betecknas som ett för sin tid ganska betydande arbete. Det anslöt sig ganska nära till utländska förebilder, främst Pierre de la Ramées och Christopher Clavius.